# Charlottesville–Albemarle Airport

i7
i11
i13
Der Charlottesville–Albemarle Airport (IATA: CHO, ICAO: KCHO, FAA LID: CHO) ist ein öffentlicher Flughafen nördlich von Charlottesville in Albemarle County, Virginia, Vereinigte Staaten.

## Geschichte
Der Charlottesville–Albemarle Airport wurde im Jahr 1955 eröffnet. Zu Beginn bot Piedmont Airlines Flüge nach Richmond und Washington, D.C. an.

## Zwischenfälle
- Am 30. Oktober 1959 unterschritten die Piloten einer Douglas DC-3/C-47A-90-DL der US-amerikanischen Piedmont Airlines (Luftfahrzeugkennzeichen N55V) im Anflug auf den Charlottesville–Albemarle Airport die Sicherheitsflughöhe. Die Maschine schlug in einer Flughöhe von 790 Metern (2600 Fuß) am Bucks Elbow Mountain auf. Bei diesem CFIT (Controlled flight into terrain) wurden 26 der 27 Insassen getötet, es überlebte nur ein Passagier.[6][7]

## Fluggesellschaften und Flugziele

### Passagierflüge
| Fluggesellschaften | Flugziele                                                     |
| ------------------ | ------------------------------------------------------------- |
| American Eagle     | Charlotte, Chicago--O’Hare, New York--LaGuardia, Philadelphia |
| Delta Air Lines    | Atlanta                                                       |
| Delta Connection   | Atlanta, New York--LaGuardia                                  |
| United Express     | Chicago--O’Hare, Washington--Dulles                           |

### Frachtflüge
| Fluggesellschaften | Flugziele             |
| ------------------ | --------------------- |
| DHL Aviation       | Wilmington, Lynchburg |

## Verkehrszahlen
| Jahr    | Fluggastaufkommen | Flugbewegungen |
| ------- | ----------------- | -------------- |
| 2016/17 | 628.611           | 68.858         |
| 2015/16 | 570.248           | 62.331         |
| 2014/15 | 522.799           | 73.993         |
| 2013/14 | 470.562           | 77.067         |
| 2013    | 454.168           | 72.706         |
| 2012    | 464.037           | 77.738         |
| 2011    | 429.561           | 82.367         |
| 2010    | 391.927           | 83.171         |
| 2009    | 354.819           | 83.223         |
| 2008    | 337.937           | 88.228         |
| 2007    | 368.033           | 76.306         |

1. ↑  Ab 2013/14 gelten die Verkehrszahlen für die Geschäftsjahre. Diese enden jeweils am 30. Juni.
2. ↑  Ab 2013/14 gelten die Verkehrszahlen für die Geschäftsjahre. Diese enden jeweils am 30. Juni.

### Verkehrsreichste Strecken
| Rang | Stadt                                  | Passagiere | Fluggesellschaft       |
| ---- | -------------------------------------- | ---------- | ---------------------- |
| 01   | Charlotte, North Carolina              | 121.900    | American Eagle         |
| 02   | Atlanta, Georgia                       | 079.050    | Delta/Delta Connection |
| 03   | Chicago–O'Hare, Illinois               | 049.770    | American Eagle         |
| 04   | Philadelphia, Pennsylvania             | 029.770    | American Eagle         |
| 05   | New York-LaGuardia, New York           | 026.320    | Delta Connection       |
| 06   | Washington–Dulles, Washington, D.C.    | 024.610    | Delta Connection       |
| 07   | Greenville/Spartanburg, South Carolina | 0.00050    | k. A.                  |
| 08   | Chattanooga, Tennessee                 | 0.00020    | k. A.                  |
| 09   | Cedar Rapids, Iowa                     | 0.00020    | k. A.                  |
| 10   | Mobile, Alabama                        | 0.00010    | k. A.                  |